# Warrior (Havana Brown)
Warrior è un brano musicale della DJ e cantante australiana Havana Brown, estratto come quinto singolo dal suo album Flashing Lights. Il singolo è stato pubblicato il 27 settembre per via digitale su iTunes Store.
In copertina la cantante ha un braccio piegato sulla testa e lo sguardo concentrato.

## Il brano
Il brano è stato scritto da Jonas Saeed, Niclas Kings, Luciana Caporaso, Nick Clow e Sabi. Ha esordito alla numero 32 nell'ARIA Charts il 12 ottobre 2013.

## Tracce
Download digitale
1. Warrior – 3:46
2. Warrior (Cave Kings Remix) – 5:05
3. Warrior (Extended Version) – 5:00